# Campovega
Campovega es un lugar que pertenece a la parroquia de Valliniello en el concejo de Avilés (Principado de Asturias). Se encuentra a 73 m s. n. m. y está situada a 4,7 km de la capital del concejo, Avilés. 

## Población
En 2020 contaba con una población de 39 habitantes (INE 2020) repartidos en 19 viviendas.